# Seznam papežev po dolžini pontifikata
Seznam papežev po dolžini pontifikata ima za osnovo Annuario Pontificio (papeški letopis), ki ga vsako leto izda Sveti sedež, vsebuje pa seznam, ki v splošnem velja za najbolj avtoritativnega. Razen tega sicer ne obstaja noben »uradni« seznam.
Za začetek pontifikata posameznega papeža se šteje datum izvolitve, če je bil kandidat predhodno že posvečen v škofa. Če to še ni bil, se za začetek šteje datum škofovskega posvečenja, saj je papež po definiciji škof Škofije Rim.

## Papeži z najdaljšimi pontifikati
| #   | Papež           | Doba pontifikata | Doba pontifikata | Doba pontifikata       |
| --- | --------------- | ---------------- | ---------------- | ---------------------- |
| 1.  | Peter           | 30–64 ali 67     | 34 ali 37 let    | med 12320 in 13595 dni |
| 2.  | Pij IX.         | 1846–1878        | 31 let, 236 dni  | 11559 dni              |
| 3.  | Janez Pavel II. | 1978–2005        | 26 let, 168 dni  | 9665 dni               |
| 4.  | Leon XIII.      | 1878–1903        | 25 let, 150 dni  | 9280 dni               |
| 5.  | Pij VI.         | 1775–1799        | 24 let, 188 dni  | 8954 dni               |
| 6.  | Hadrijan I.     | 772–795          | 23 let, 319 dni  | 8720 dni               |
| 7.  | Pij VII.        | 1800–1823        | 23 let, 159 dni  | 8559 dni               |
| 8.  | Aleksander III. | 1159–1181        | 21 let, 344 dni  | 8015 dni               |
| 9.  | Silvester I.    | 314–335          | 21 let, 334 dni  | 8004 dni               |
| 10. | Leon I.         | 440–461          | 21 let, 42 dni   | 7712 dni               |
| 11. | Urban VIII.     | 1623–1644        | 20 let, 297 dni  | 7602 dni               |

## Papeži z najkrajšimi pontifikati
| #   | Papež          | Doba pontifikata              | Doba pontifikata |
| --- | -------------- | ----------------------------- | ---------------- |
| 1.  | Urban VII.     | 15.–27. september 1590        | 12 dni           |
| 2.  | Bonifacij VI.  | 11.–26. april 896             | 15 dni           |
| 3.  | Celestin IV.   | 25. oktober–10. november 1241 | 16 dni           |
| 4.  | Pij III.       | 1. oktober–18. oktober 1503   | 17 dni           |
| 5.  | Teodor II.     | december 897–20. december 897 | okoli 20 dni     |
| 6.  | Sisinij        | 15. januar–4. februar 807     | 20 dni           |
| 7.  | Marcel II.     | 10. april–1. maj 1555         | 21 dni           |
| 8.  | Damaz II.      | 17. julij–9. avgust 1048      | 23 dni           |
| 9.  | Leon XI.       | 1.–27. april 1605             | 26 dni           |
| 10. | Benedikt V.    | 22. maj–23. junij 964         | 32 dni           |
| 11. | Janez Pavel I. | 26. avgust–28. september 1978 | 33 dni           |

Štefan Izvoljeni (ponekod Štefan II.) (23.–25. marec 752) uradno ni na seznamu papežev: umrl je za kapjo 3 dni po izvolitvi, še pred škofovskim posvečenjem.

## Datumi Petrovega pontifikata
Doba vladavine svetega Petra ni natančno znana. Sveti Peter naj bi prebival v Rimu 25 let, predtem pa je bil škof v Antiohiji (današnja Turčija). Najkasneje do takrat, ko je papež Pij IX. dopolnil 25 let pontifikata in se je spet odprlo vprašanje Petrove neprekosljivosti, so ponovno preračunali Petrovo dobo vladavine, od dogodka, ko je Jezus Kristus podaril Petru upravljanje Cerkve. Tega datuma ni mogoče natančno ugotoviti.
Za začetek Petrovega pontifikata lahko vzamemo dogodek, ko je Jezus Petru trikrat dejal, naj »pase njegove ovce«, s čimer ga je postavil za vrhovnega pastirja kristjanov (Jn 21). Ta dogodek se je zgodil v dobi 40-ih dni Jezusovega prikazovanja med Jeusovim vstajenjem in vnebohodom. Najverjetnejši datum Jezusove smrti je 7. april 30, drugi najverjetnejši pa je 3. april 33. Samo na ta dva dneva namreč je judovski 14. nisan prišel na petek, v dobi, ko je Judeji vladal Poncij Pilat (26–36). To pomeni, da je najzgodnejši datum začetka Petrove nadpastirske službe med 9. aprilom in 19. majem 30. Datum Petrove mučeniške smrti je ravnotako neznanka. Viri omenjajo leti 64 ali 67, pri čemer tradicionalno velja datum 29. junij 67.